# Lehavim
Lehavim (en hebreu, להבים) és una població a la part més septentrional del desert del Nègueb. Es troba al districte del Sud d'Israel.
La ciutat fou fundada el 1983 i és, com Ómer i Metar, una ciutat satèl·lit de Beerxeba, situada a 12 km de distància. Es troba en la cruïlla de l'autopista Tel-Aviv-Beerxeba i la carretera Arad-Rahat. L'assentament beduí de Rahat rau a 4 km a l'oest.
El caràcter de la localitat és el d'una urbanització de cases unifamiliars de nivell sociocultural alt i és un dels deu municipis d'Israel amb el nivell de vida més alt. Hi viuen nombrosos professors de la Universitat Ben Gurion de Beerxeba i del Centre mèdic Soroka, així com científics del reactor nuclear de Dimona.

## Desertització
Al poble hi ha una estació meteorològica gestionada per la Universitat Ben Gurion que s'emmarca dins del projecte ILTER Arxivat 2010-03-05 a Wayback Machine.. Instal·lada el 1980, s'encarrega d'observar els canvis climàtics i la desertització del Nègueb i és un centre d'investigació sobre les espècies de flora i fauna de la regió.
D'altra banda, el govern alemany, en col·laboració amb el Fons Nacional Jueu, va posar en marxa una iniciativa per a plantar un bosc als afores entre Beerxeba i Lehavim. El projecte, anomenat Bosc dels Estats Alemanys (en alemany, Wald der deutschen Länder) i iniciat el 1991 pel llavors president d'Alemanya Johannes Rau, ha plantat ja més de 420.000 arbres a la zona. L'hàbitat boscós contribueix a frenar la desertització, conforma un nou hàbitat per a nombroses espècies animals i és una zona d'esbarjo per als habitants de la rodalia.